# سد واترداون
سد واترداون (به لاتین: Waterdown Dam) یک سد در آفریقای جنوبی است که در Near Whittlesea, Eastern Cape واقع شده‌است.